# Simon Gegenheimer
Simon Gegenheimer (* 17. Dezember 1988 in Remchingen) ist ein deutscher Radrennfahrer, der vorrangig im Mountainbike-Cross-country aktiv ist. Im Jahr 2021 wurde er Weltmeister im Cross-Country Eliminator.

## Werdegang
Gegenheimer wuchs in Remchingen bei Karlsruhe in Baden-Württemberg auf und lebt seit 2011 im ostwürttembergischen Aalen.
Sein Schwerpunkt liegt beim Cross-Country Eliminator (XCE), darüber hinaus nimmt er aber auch an Rennen in anderen Disziplinen im Mountainbike-Cross-country, dem olympischen Cross Country (XCO), dem Mountainbike-Marathon (XCM) und dem Cross-Country Short Track (XCC) teil.
1999 bestritt Simon Gegenheimer sein erstes Mountainbike-Rennen. 2012, 2013, 2016 und 2018 gewann er die Deutsche Meisterschaft im Cross-country Eliminator.
Im Juni 2016 wurde er in Tschechien Vize-Weltmeister im Cross Country Eliminator. Im Jahr 2017 wurde er zum zweiten Mal Vizeweltmeister und gewann mit zwei Einzelerfolgen die Gesamtwertung des erstmals ausgetragenen UCI-Mountainbike-Eliminator-Weltcups.
Im September 2019 gewann Simon Gegenheimer in Valkenswaard seinen sechsten Weltcup-Wettbewerb und schlug dabei den damals dreifachen Weltmeister, den Franzosen Titouan Perrin-Ganier.
Im Oktober 2020 wurde er nach 2016 und 2017 erneut Vize-Weltmeister im Cross-country Eliminator.
2021 wurde Gegenheimer in Graz zum ersten Mal Weltmeister im Eliminator. Im Eliminator-Weltcup gewann er ein Saison-Rennen und belegte Platz 2 in der Gesamtwertung.
In der Saison 2022 konnte Gegenheimer mit fünf Einzelsiegen zum zweiten Mal den Eliminator-Gesamtweltcup gewinnen. Bei den Weltmeisterschaften belegte er in dieser Disziplin als Titelverteidiger Platz 2. Bei den Weltmeisterschaften 2024 vor Heimpublikum in Aalen holte Gegenheimer die Bronzemedaille.

## Erfolge
| 2011 - Prolog Brasil Ride - Erzgebirgs-Bike-Marathon Bergsprint 2012 - Deutsche Meisterschaft – Cross-country Eliminator - Cross-Country Bundesliga Sprint in Münsingen 2013 - Deutsche Meisterschaft – Cross-country Eliminator - XC-Battle in Kaprun, Österreich - ROC-Eliminator in La Cluzaz/ Frankreich - MTB-Weltcup Hafjell XCE 2014 - MTB-Weltcup Cross-country Eliminator Mont Sainte-Anne 2015 - Weltmeisterschaft – Cross Country Eliminator 2016 - Deutsche Meisterschaft – Cross-country Eliminator - Weltmeisterschaft – Cross Country Eliminator 2017 - Weltmeisterschaft – Cross Country Eliminator - Weltcup-Gesamtwertung und zwei Erfolge – Cross Country Eliminator | 2018 - Deutsche Meisterschaft – Cross-country Eliminator - ein Weltcup-Erfolg – Cross Country Eliminator 2019 - ein Weltcup-Erfolg – Cross Country Eliminator 2020 - Weltmeisterschaft – Cross Country Eliminator 2021 - Weltmeister – Cross Country Eliminator - ein Weltcup-Erfolg – Cross Country Eliminator 2022 - Weltmeisterschaft – Cross Country Eliminator - Weltcup-Gesamtwertung und fünf Erfolge – Cross Country Eliminator 2023 - ein Weltcup-Erfolg – Cross Country Eliminator 2024 - Weltmeisterschaft – Cross Country Eliminator |